# Талап (Тайиншинський район)
Тала́п (каз. Талап) — село у складі Тайиншинського району Північноказахстанської області Казахстану. Входить до складу Літовочного сільського округу.
Населення — 113 осіб (2021; 227 у 2009, 346 у 1999, 329 у 1989).
Національний склад станом на 1989 рік:
- казахи — 100 %.